# Porsche 911 Classic
Porsche 911 — спортивный автомобиль, который выпускался Porsche AG в Штутгарте, Германия. Известная, своеобразная и прочная конструкция 911 была введена осенью 1963 года и производилась до 1989 года. Её сменила модифицированная версия Porsche 964 (внутреннее название), однако она всё ещё продавалась под индексом Porsche 911, как и современные модели.

## Спортивные модификации
- 1964, 911 2.0 Coupe «Monte»
- 1967, 911 R 2.0 Coupe
- 1967, 911 S 2.0 Coupe «Rallye»
- 1970, 911 S 2.2 Coupe «Rallye»
- 1972, 911 S 2.5 Coupe
- 1972, 911 Carrera RS 2.7
- 1973, 911 Carrera RS 2.7 «Safari»
- 1973, 911 Carrera RSR 3.0
- 1974, 911 Carrera RSR Turbo[исп.]
- 1976, 934 Coupe

### 1978, 911 SC Coupe «Safari»
Модификация для ралли Сафари.
Учитывая опыт 1973-1974-х  годов и факт того, что ралли Сафари в те годы был промежуточным между обычным раллийным этапом Чемпионата Мира и ралли-марафоном, в Porsche решили подготовить более глубоко проработанную спецверсию, чем в 1973-м году.
Кузов — тип-911. Кузов модернизирован как для целей быстрого передвижения по неровным дорогам, так и для длинных межсервисных перегонов. Топливный бак — 120 литров. В кузове установлен каркас безопасности. Использовано заднее антикрыло в стиле Carrera RS 73, передний отбойник в стиле ралли-марафонов, а также дополнительный комплект фар, фара-искатель со стороны штурмана. Кузов раскрашен в цвета главного спонсора команды — Martini. В салоне установлен комплект штурманского оборудования.
Мотор — 3.0 тип-930 форсированный. Относительно базового мощность повышена до 249 л. с. за счёт сдвига пика мощности на 800 об/мин вверх (с 6000 до 6800 об/мин). Система питания — шестидроссельный впрыск Kugelfischer. Фильтр очистки воздуха присутствует. Забор воздуха — из моторного отсека.
Трансмиссия — стандартная пятиступенчатая КП со сближенным рядом, дифференциал ограниченного проскальзывания.
Шасси подверглось доработке с целью увеличения ходов подвески и возможности установки более крупных колёс Dunlop 205/70-15. Общая схема подвесок сохранена, но, в отличие от машин 1973 года, использованы уникальные рычаги подвески с более длинными плечами. Тормоза стандартные.
Как и 1973-74-х годах Porsche решила выступить в ралли заводской командой Martini Racing (в остальных этапах ЧМ участвовали частники). И как и в 1974-м, несмотря на всю серьёзность подготовки, победить не удалось — машины приехали второй и четвёртой в общем зачёте (2-ми в зачёте марок). А по окончании сезона вообще оказалось, что для итогового 4-го места в общем зачёте производителей 1978-го года результаты ралли Сафари не важны — Porsche осталась бы четвёртой и без выступления в Сафари, а до третьего места так и так было далеко.
Построено 3 машины.

### 1983, 911 Carrera 4x4 Coupe
Модификация для участия в марафонской гонке Париж-Дакар.
Кузов — тип-911 (не 930). Кузов модернизирован под требования скоростного движения по сильно пересечённой местности: облегчён, усилен, отдельные элементы сделаны из карбона и композитных материалов, стёкла кроме лобового заменены на пластиковые, кевларовая защита днища. Общий объём топливных баков — 270 литров. В салоне — комплект снаряжения и оборудования для выживания в пустыне, в соответствии с требованиями организаторов гонки.
Мотор — 3.2 тип-930 стандартный. Мощность — 225 л. с. Система питания — Bosch L-jetronik. Никаких серьёзных изменений нет. Забор воздуха — из моторного отсека.
Трансмиссия — полноприводная, механическая. Коробка передач — пятиступенчатая с системой охлаждения. Впервые на модели Порше применена система полного привода: межосевой дифференциал планетарного типа на переднем конце коробки передач, карданный привод к передней оси. Межосевой дифференциал с возможностью блокировки, задний дифференциал отсутствует, передний — свободный. Наработки по системе полного привода были применены в следующей модели Порше 959 и позже были предложены для покупателей в Порше 911(964).
Шасси переработано под увеличенный ход подвески и возможность использования полного привода. Передняя подвеска заменена на двухрычажную. Задняя — сохранена. Двойные амортизаторы на каждое колесо. Имеется возможность быстрой регулировки дорожного просвета. Рулевое управление — реечное с усилителем. Тормоза стандартные.
Porsche дважды заявила машины на гонку: в 1983 году (сход) и в 1984 году (победа).
Построено 2 машины.
- 1984, 911 SC RS Coupe

## Автомобиль в кино и компьютерных играх
- Главная героиня телесериала «Мост» Сага Норен водит Porsche 911 Carrera RS горчичного цвета[1].
- Ряд моделей Porsche 911 Classic представлены в игре Need for Speed: Porsche: модели 911 Coupé (1965 год), 911 Targa, 911 S Coupé, 911 S Targa (все — 1967 год), 911 S 2.4 Coupé, 911 S 2.4 Targa (обе — 1972 год) и Porsche 911 Carrera RS 2.7 Coupé (1973 год).

## Интересные факты
- Как минимум один экземпляр Porsche 911 Targa входил в автопарк советской милиции в 1970-е годы и испытывался на автополигоне НАМИ[2].
- Король Швеции Карл XVI Густав, известный как любитель автомобилей, на первых порах водил модель Porsche 911 S Targa (цвет — голубой металлик)[3].